# Macropsis fusca
Macropsis fusca är en insektsart som beskrevs av Victor Lallemand 1935. Macropsis fusca ingår i släktet Macropsis och familjen dvärgstritar. Inga underarter finns listade i Catalogue of Life.